# Rowland Prothero
Rowland Edmund Prothero, 1er baron Ernle, (6 septembre 1851 - 1er juillet 1937) est un expert agricole britannique, administrateur, journaliste, auteur et homme politique conservateur. Il joue au cricket de première classe entre 1875 et 1883.

## Jeunesse et éducation
Prothero est le fils du révérend chanoine George Prothero, recteur de l'église St. Mildred, Whippingham, île de Wight, Hampshire, et de son épouse, Emma, fille unique du révérend William Money-Kyrle, de Homme House, Herefordshire. Il est le frère de George Prothero et de l'amiral Arthur Prothero. Il fait ses études au Marlborough College et au Balliol College d'Oxford, où il obtient un diplôme en histoire moderne en 1875. En 1878, il est admis au barreau d'Inner Temple.

## Carrière académique et littéraire
Prothero est membre du All Souls' College d'Oxford entre 1875 et 1891, période pendant laquelle il joue au cricket de première classe avec le Hampshire et est également Proctor entre 1883 et 1884. Il édite la Quarterly Review entre 1893 et 1899. De 1898 à 1918, il est agent principal du 11e duc de Bedford.
Prothero publie The Pioneers and Progress of English Farming en 1888. Il écrit également English Farming Past and Present, The Psalms in Human Life, Life and Correspondence of Arthur Penrhyn Stanley, publié en 1893, et Letters and Journals of Lord Byron (1898-1901). Son autobiographie s'intitule From Whippingham to Westminster. En 1901, il est nommé membre de l'Ordre royal de Victoria (MVO).

## Carrière politique
Prothero se présente sans succès à Biggleswade en 1910 mais est élu député conservateur de l'Université d'Oxford lors d'une élection partielle en 1914, occupant le siège jusqu'en 1919 . Il exerce des fonctions sous David Lloyd George en tant que président du Conseil de l'agriculture, avec un siège au cabinet, entre décembre 1916 et 1919, poste dans lequel il introduit un prix garanti pour le blé. Il prête serment au Conseil privé en 1916 et le 4 février 1919, il est élevé à la pairie en tant que baron Ernle, de Chelsea dans le comté de Londres.

## Carrière de cricket
Prothero joue six matchs de cricket de première classe entre 1872 et 1883. Deux fois pour une équipe de Gentleman d'Angleterre contre l'Université d'Oxford et en quatre matches pour le Hampshire. Prothero joue pour le Hampshire entre 1875 et 1883 avant de se retirer du cricket de première classe. Il réalise un score élevé de 110 pour le Gentleman d'Angleterre contre l'Université d'Oxford le 4 juin 1879.

## Famille
Il se marie deux fois. Il épouse d'abord Mary Beatrice, fille de John Bailward, en 1891. Ils ont un fils et une fille. Après sa mort en mai 1899, il épouse Barbara Jane, fille de CO Hamley, en 1902. Ils n'ont pas d'enfants. Elle décède en novembre 1930. Lord Ernle lui survit sept ans et meurt en juillet 1937, à l'âge de 85 ans. La baronnie s'éteint à sa mort, son fils unique, Rowland John Prothero (1894-1918), étant décédé des suites de blessures reçues au combat en Mésopotamie pendant la Première Guerre mondiale.

## Publications
- The Pioneers and Progress of English Farming, 1888 (lire en ligne)
- The Life and Correspondence of Arthur Penrhyn Stanley, late Dean of Westminster, 1893 2nd & 3rd editions, 1894 (lire en ligne)
- as editor: Private Letters of Edward Gibbon (1753–1794), 1896 (lire en ligne)1896. vol.1, vol.2
- as editor: The Works of Lord Byron, 18981898. New, revised & enlarged edition (lire en ligne)New, revised & enlarged edition; 1898–1901, 6 vols.{{cite book}}:  CS1 maint: postscript (link)

- The Psalms in Human Life, 1903 2nd edition, 1904 (lire en ligne)
- as editor: Letters of Richard Ford, 1797–1858, 1905 (lire en ligne)1905.
- The Pleasant Land of France, 1908 (lire en ligne)
- English Farming, Past and Present, 1912 (lire en ligne)